# Coccophagus merceti
Coccophagus merceti är en stekelart som beskrevs av Hayat 1994. Coccophagus merceti ingår i släktet Coccophagus och familjen växtlussteklar. Inga underarter finns listade i Catalogue of Life.